# Elecciones generales de Islas Marshall de 2019
Las elecciones generales se realizaron en Islas Marshall el 18 de noviembre de 2019. Fueron elegidos la totalidad de los 33 escaños de la Nitijeļā. Los opositores a la presidenta Hilda Heine obtuvieron la mayoría de los escaños.

## Trasfondo
Las elecciones de 2015 vieron una derrota significativa para el gobierno del presidente Christopher Loeak , con cinco ministros del gabinete que perdieron sus escaños. Después de las elecciones, Casten Nemra fue elegido presidente el 4 de enero de 2016 por un margen de un voto. Sin embargo, fue destituido de su cargo dos semanas después por un voto de desconfianza que terminó 21–12 a favor de destituirlo. El 27 de enero de 2016, Hilda Heine fue elegida la primera mujer presidenta del país. Ella superó un voto de desconfianza el 12 de noviembre de 2018; el voto estuvo empatado a 16-16 ya que un miembro de la Legislatura estaba en el extranjero para recibir tratamiento médico.

## Sistema electoral
Los 33 miembros de la Nitijeļā son elegidos en 19 distritos electorales de un solo miembro y cinco distritos electorales de varios miembros de entre dos y cinco escaños en los que los votantes tenían tantos votos como escaños.

## Resultados
| Circunscripción               | Candidato             | Votos | Notas                   |
| ----------------------------- | --------------------- | ----- | ----------------------- |
| Ailinglaplap                  | Christopher Loeak     | 702   | Reelegido               |
| Ailinglaplap                  | Alfred Alfred, Jr     | 516   | Reelegido               |
| Ailinglaplap                  | Isaac Zackhras        | 249   |                         |
| Arno                          | Jiba Kabua            | 512   | Elegido                 |
| Arno                          | Mike Halferty         | 418   | Reelegido               |
| Arno                          | Arthur Jetton         | 375   |                         |
| Arno                          | Jejwarick Anton       | 343   | No reelegido            |
| Ailuk                         | Maynard Alfred        | 188   | Reelegido               |
| Ailuk                         | Hackney Takju         | 121   |                         |
| Aur                           | Hilda Heine           | 292   | Reelegida               |
| Aur                           | Justin Lani           | 196   |                         |
| Ebon                          | John Silk             | 276   | Reelegido               |
| Ebon                          | Neamon Neamon         | 128   |                         |
| Enewetak                      | Jack Ading            | 282   | Reelegido               |
| Enewetak                      | Yoster John           | 60    |                         |
| Jabat                         | Kessai Note           | –     | Reelegido sin oposición |
| Jaluit                        | Casten Nemra          | 580   | Reelegido               |
| Jaluit                        | Jemi Nashion          | 446   | Elegido                 |
| Jaluit                        | Daisy Alik-Momotaro   | 387   | No elegido              |
| Kili/Bikini/Ejit              | Peterson Jibas        | 284   | Elegido                 |
| Kili/Bikini/Ejit              | Eldon Note            | 204   | No reelegido            |
| Kwajalein                     | Michael Kabua         | 1,217 | Reelegido               |
| Kwajalein                     | Kitlang Kabua         | 931   | Elegido                 |
| Kwajalein                     | David Paul            | 817   | Reelegido               |
| Kwajalein                     | Alvin Jacklick        | 671   | No reelegido            |
| Lae                           | Thomas Heine          | –     | Reelegido sin oposición |
| Lib                           | Joe Bejang            | 321   | Elegido                 |
| Lib                           | Whitney Loeak         | 44    |                         |
| Likiep                        | Donald Capelle        | 318   | Elegido                 |
| Likiep                        | Tommy Kijiner, Jr.    | 238   |                         |
| Majuro                        | Tony Muller           | 1,607 | Reelegido               |
| Majuro                        | Stephen Phillip       | 1,459 | Elegido                 |
| Majuro                        | Sandy Alfred          | 1,382 | Elegido                 |
| Majuro                        | Kalani Kaneko         | 1,379 | Reelegido               |
| Majuro                        | Brenson Wase          | 1,268 | Reelegido               |
| Majuro                        | David Kramer          | 1,242 | No reelegido            |
| Majuro                        | Yolanda Lodge-Ned     | 1,225 |                         |
| Maloelap                      | Bruce Bilimon         | 304   | Reelegido               |
| Maloelap                      | Michael Konelios      | 172   |                         |
| Mejit                         | Dennis Momotaro       | 287   | Reelegido               |
| Mejit                         | Helkena Anni          | 172   |                         |
| Mili                          | Wilbur Heine          | 400   | Reelegido               |
| Mili                          | Joniton Lometo        | 200   |                         |
| Namorik                       | Wisely Zackhras       | 258   | Reelegido               |
| Namorik                       | Hebel Luther          | 155   |                         |
| Namu                          | Tony Aiseia           | 358   | Reelegido               |
| Namu                          | Ace Doulatram         | 326   |                         |
| Rongelap                      | Kenneth Kedi          | 339   | Reelegido               |
| Rongelap                      | Hilton Tonton Kendall | 287   |                         |
| Ujae                          | Atbi Riklon           | 190   | Reelegido               |
| Ujae                          | Waylon Muller         | 96    |                         |
| Utirik                        | Hiroshi Yamamura      | 303   | Elegido                 |
| Utirik                        | Amenta Matthew        | 257   | No reelegido            |
| Wotho                         | David Kabua           | 120   | Reelegido               |
| Wotho                         | Samantha Samson       | 30    |                         |
| Wotje                         | Ota Kisino            | 294   | Elegido                 |
| Wotje                         | John Kaiko            | 200   |                         |
| Fuente: Info Marshall Islands |                       |       |                         |